# Lissotesta errata
Lissotesta errata är en snäckart som beskrevs av Harold John Finlay 1926. Lissotesta errata ingår i släktet Lissotesta och familjen Skeneidae. Inga underarter finns listade i Catalogue of Life.